# Chimarra ukarumpana
Chimarra ukarumpana (лат.) — вид мелких ручейников рода Chimarra из семейства приречные ручейники (Philopotamidae). Эндемики Океании. Видовое название дано по месту обнаружения типовой серии (Ukarumpa).

## Распространение
Остров Новая Гвинея, Папуа — Новая Гвинея (East Highlands District / Province), Ram Creek, Ukarumpa, около 6° 07' ю. ш., 145° 24' в. д.

## Описание
Ручейники мелких размеров. Длина переднего крыла 4,8 мм. Общий цвет тела и крыльев бледный, пепельный. C. ukarumpana относится к группе C. papuana (по Mey, 2006) и наиболее похож на C. tulok, C. papuana тем, что при боковом виде нижние придатки субпрямоугольные с усечённым дистальным краем. C. ukarumpana и C. tulok можно отделить от C. papuana по небольшим различиям в гениталиях, включая нижние придатки, которые при боковом виде немного более сужены в основании и не такие прямоугольные, как у C. papuana, и имеют более удлиненный дорсо-апикальный выступ. У C. ukarumpana вершины боковых лопастей сегмента X направлены дистально, а у C. tulok — дорсо-базально. Самки неизвестны.  Формулы шпор 1, 4, 4; вторая анальная жилка задних крыльев сливается с первой анальной жилкой, образуя замкнутую ячейку. Вид был впервые был описан в 2020 году в ходе ревизии, проведённой австралийским энтомологом Дэвидом Картрайтом (D. I. Cartwright; Wandana Heights, Виктория, Австралия).